# Дерматофагия
Дерматофагия (от др.-греч. δερμα — кожа и φαγεῖα — поедание) или дерматодаксия (от др.-греч. δήξις — кусание) — это психологическое расстройство, характеризующееся навязчивым желанием грызть или кусать свою собственную кожу, обычно на пальцах. Это действие может происходить как на уровне сознания, так и бессознательно. Люди, страдающие дерматофагией, часто кусают кожу вокруг ногтей, что со временем приводит к повреждениям, кровотечениям и изменению кожной толщины. Некоторые могут также кусать кожу на костяшках пальцев, что также вызывает болезненные раны и кровотечение при движении пальцами.

## Причины дерматофагии
Дерматофагия может быть вызвана различными факторами заболеваний. У людей это расстройство может быть связано с психическими причинами, такими как расстройства контроля импульсов, тревожные расстройства, но чаще всего обсессивно-компульсивное расстройство. У животных, таких как рептилии или амфибии, дерматофагия может быть вызвана стрессом, недостатком питательных веществ или наличием патологий или инстинктивным поеданием сброшенной кожи для скрытия следов от хищников.

## В биологии
Дерматофагия чаще всего присутствует у млекопитающих и рептилий. Поедание сброшенной кожи помогает восстановить дисбаланс питательных веществ или скрыть следы от естественных врагов. Также у некоторых видов птиц распространено поедание плаценты после рождения детёнышей. Поеданием кожи чаще всего занимаются змеи после сбрасывания старого кожного покрова.